# Strabomantis bufoniformis
Espèce
Synonymes
- Hylodes bufoniformis Boulenger, 1896
- Eleutherodactylus bufoniformis (Boulenger, 1896)
- Craugastor bufoniformis (Boulenger, 1896)

Statut de conservation UICN

 LC  : Préoccupation mineure
Strabomantis bufoniformis est une espèce d'amphibiens de la famille des Craugastoridae.

## Répartition
Cette espèce se rencontre entre 100 et 1 600 m d'altitude, :
- au Costa Rica dans l'extrême Sud-Est de la province de Limón ;
- au Panama ;
- en Colombie dans les départements de Chocó et de Valle del Cauca et sur l'île Gorgona dans le Cauca dans le plaine et sur le versant pacifique de la cordillère Occidentale.

## Description

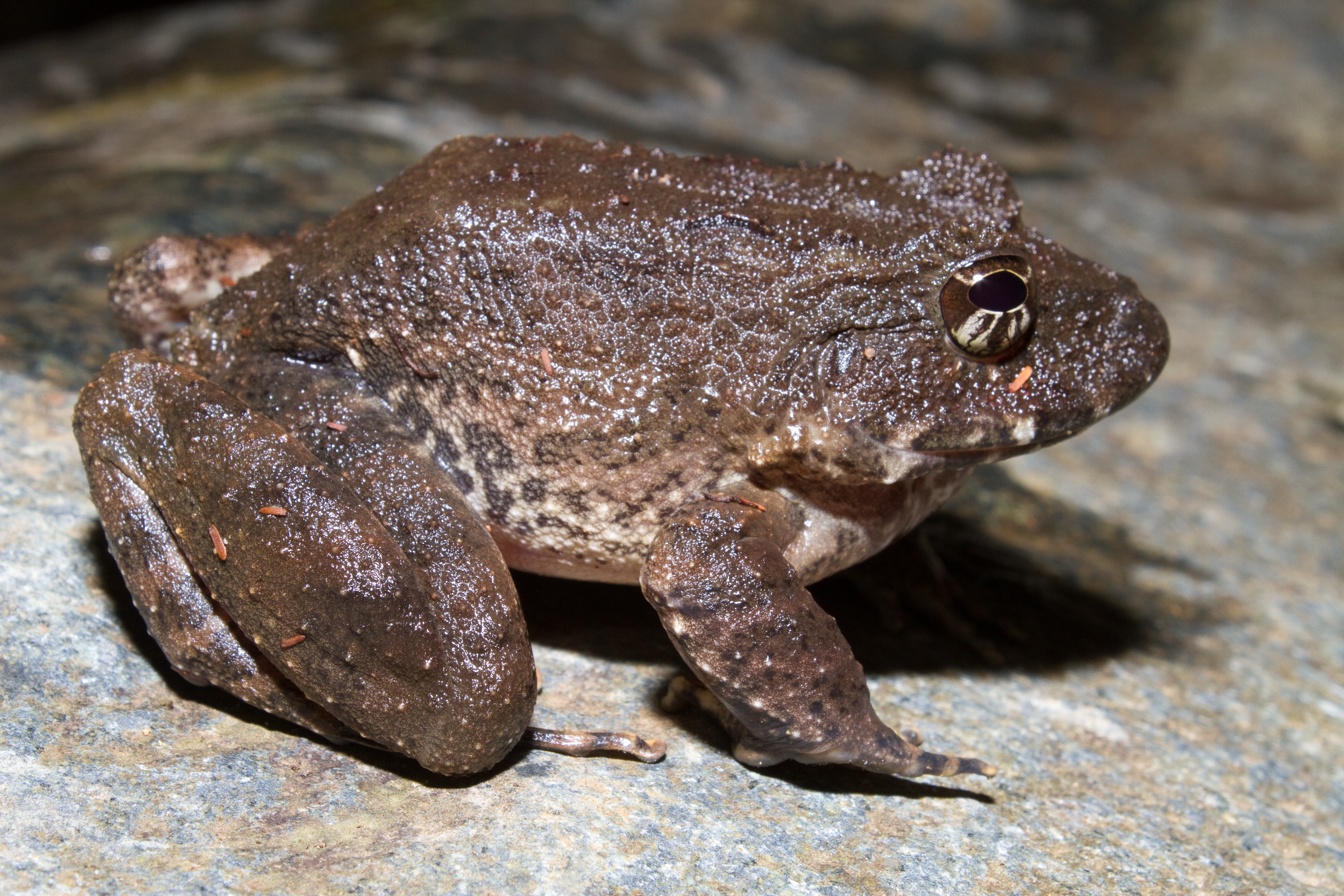
Strabomantis bufoniformis

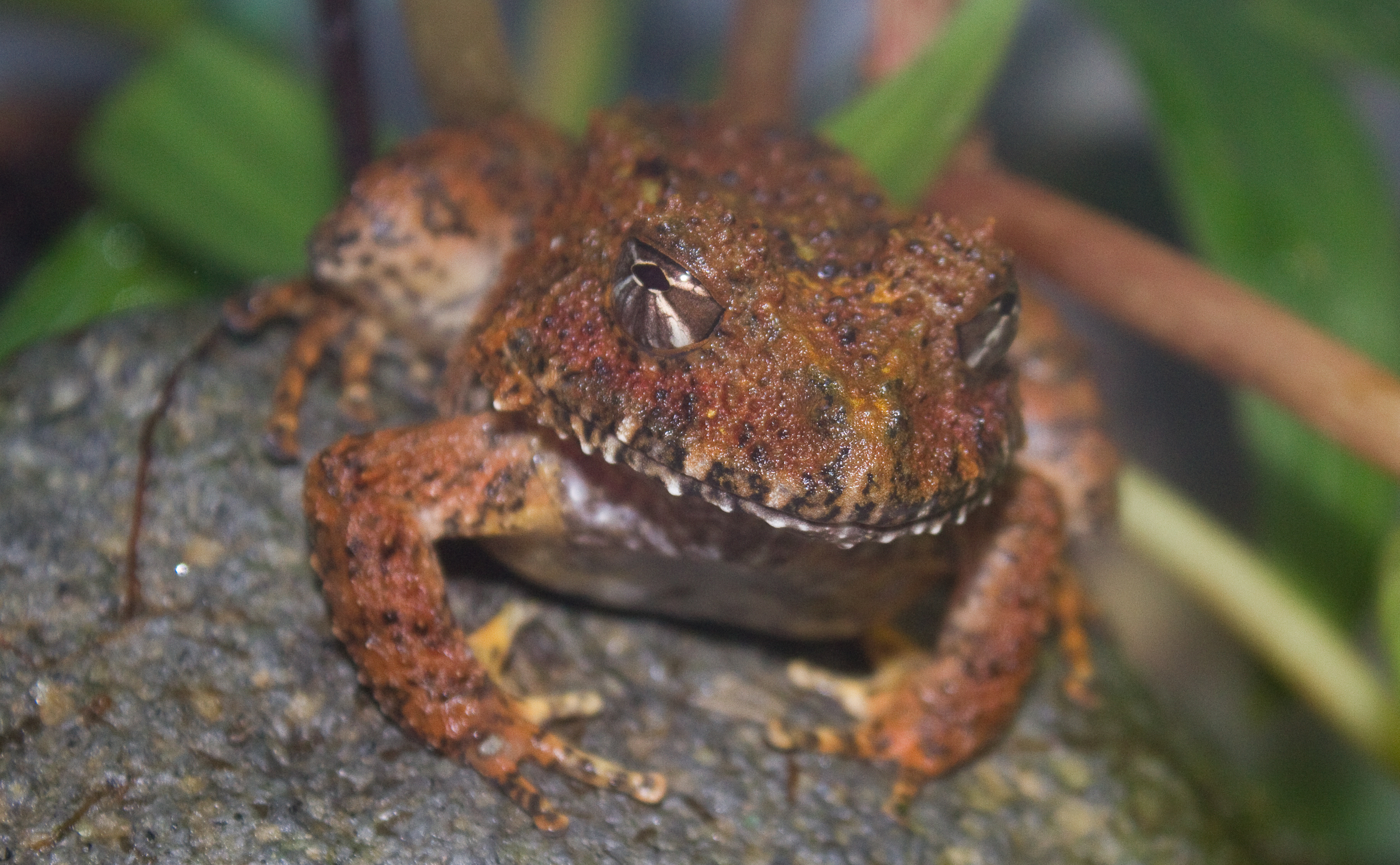
Strabomantis bufoniformis

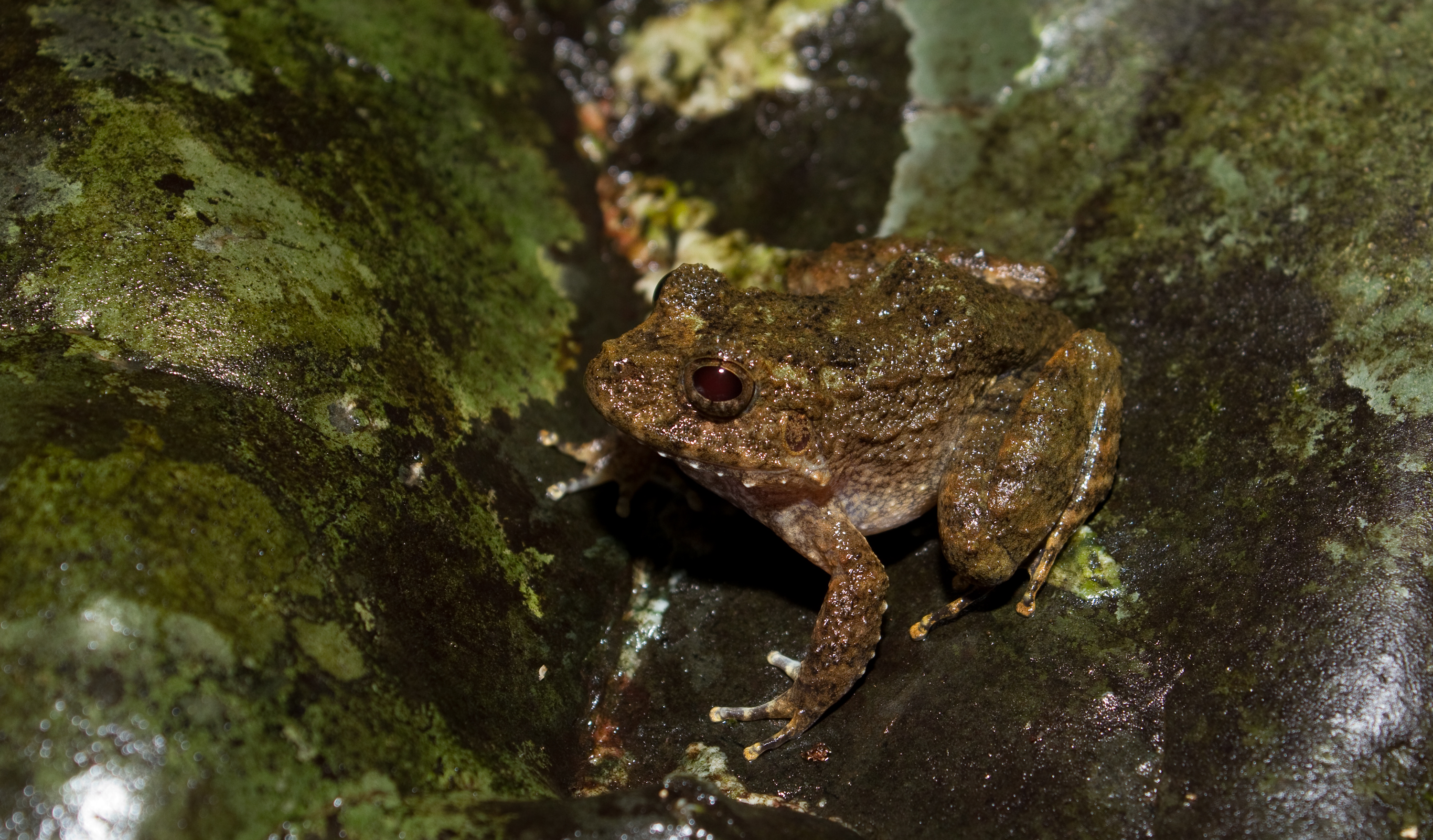
Strabomantis bufoniformis

L'holotype mesure 70 mm.

## Publication originale
- Boulenger, 1896 : Descriptions of new reptiles and batrachians from Colombia. Annals and Magazine of Natural History, sér. 6, vol. 17, p. 16-21 (texte intégral).